# مغالطه دادستان
مغالطهٔ دادستان یک نوع مغالطه است که به علت در نظر نگرفتن اثرات احتمالات شرطی روی می‌دهد. در این مغالطه نرخ شیوع یک پدیده، با احتمال شرطی رخ‌دادن آن برای یک نمونهٔ معین یکسان پنداشته می‌شود یا احتمال به دست آمدن مدارک موجود به شرط بی‌گناهی متهم، با احتمال بی‌گناهی به شرط داشتن مدارک موجود اشتباه می‌شود. برخلاف نام‌گذاری آن، این مغالطه تنها مربوط به دادستان‌ها یا امور قضایی نیست.
این مغالطه به شیوه‌های مختلفی قابل بیان است که یک مثال آن به صورت زیر است:
1. از هر یک میلیون نفر تنها یک نفر دارای دی‌ان‌ای مشابه دی‌ان‌ای نمونه‌برداری شده در صحنهٔ جنایت است.
2. دی‌ان‌ای متهم با دی‌ان‌ای صحنهٔ جنایت هم‌خوانی دارد.
3. بنابراین متهم به احتمال یک‌میلیون به یک، همان فردی است که در صحنهٔ جنایت حضور داشته.

نتیجه‌گیری فوق اشتباه است زیرا اگر مثلاً جمعیت مشکوک احتمالی را ۴ میلیون نفر در نظر بگیریم، آنگاه انتظار می‌رود ۴ نفر در این میان دارای دی‌ان‌ای هم‌خوان با دی‌ان‌ای صحنهٔ جنایت باشند که احتمال مجرم بودن هر کدام را ۲۵٪ یا ۱ به ۴ خواهد کرد که فاصلهٔ بسیاری با آنچه در مغالطهٔ دادستان آمده (یک‌میلیون به یک) دارد. از این رو نمی‌توان احتمال هم‌خوانی داشتن یک متهم تصادفی را با احتمال مجرم بودن آن متهم یکسان در نظر گرفت.
قربانی مغالطه ممکن است به اشتباه فرض کرده باشد که احتمال مثبت‌بودن آزمایش به شرط بی‌گناهی متهم، با احتمال مجرم‌بودن متهم به شرط مثبت‌شدن نتیجهٔ آزمایش، مکمل یکدیگر هستند. در حالی که از نظر ریاضی {\displaystyle p(H|D)=1-p(D|H)} ممکن است همواره برقرار نباشد.

## مثال‌ها

### احتمال شرطی
در مغالطه‌ی توسل به کم‌یابی ، توضیح یک پیشامد مشاهده‌شده بعید در نظر گرفته می‌شود زیرا احتمال پیشین آن کم است. مورد زیر را در نظر بگیرید:
یک برنده‌ی بخت‌آزمایی، بر اساس غیرمحتمل بودن برد در آن، به تقلب متهم شده‌است. در دادگاه، دادستان احتمال (بسیار کم) بردن بخت‌آزمایی به شرط تقلب نکردن را حساب می‌کند و استدلال می‌کند که این احتمال، برابر با شانس بی‌گناه بودن متهم است.
ایراد منطقی این استدلال این است که دادستان در در نظر گرفتن تعداد زیاد افرادی که در بخت‌آزمایی شرکت می‌کنند، ناموفق بوده‌است. با این‌که احتمال برد هر فرد به تنهایی تا حدی پایین است، اما احتمال بردن هر فرد در بخت‌آزمایی با داشتن تعداد افرادی که در آن شرکت کرده‌اند، بسیار بالا است.

### آزمایش چندگانه
در یک سناریوی دیگر، یک نمونه‌ی دی‌ان‌ای صحنه‌ی جرم با یک بانک اطلاعاتی از ۲۰۰۰۰ نفر مقایسه می‌شود. یکی از داده‌ها با نمونه مطابقت دارد؛ آن فرد متهم شناخته می‌شود و در دادگاهش شهادت داده می‌شود که احتمال این‌که دو دی‌ان‌ای به صورت اتفاقی با هم مطابقت داشته باشند، تنها یک در ده‌هزار است. این به این معنا نیست که احتمال بی‌گناه بودن فرد یک در ده‌هزار است. از آن‌جایی که ۲۰۰۰۰ نفر مورد آزمایش قرار گرفته‌اند، در واقع ۲۰۰۰۰ شانس برای مطابقت اتفاقی وجود داشته‌است.
حتی اگر هیچ‌کدام از افراد موجود در بانک اطلاعاتی مجرم نباشد، احتمال پیدا شدن اتفاقی مطابقت بین نمونه‌ی دی‌ان‌ای و یک فرد بی‌گناه بیش‌تر از احتمال پیدا نشدن آن است. شانس پیدا شدن حداقل یک نمونه‌ی مطابق از بین داده‌ها برابر است با:
{\displaystyle 1-(1-{\frac {1}{10000}})^{20000}\approx 86\%}
پس این مدرک به تنهایی، نتیجه‌ی یک سوء استفاده‌ی ضعیف از داده است. اگر دی‌ان‌ای مجرم در بین داده‌های بانک اطلاعاتی قرار داشت، آن‌گاه دی‌ان‌ای او و احتمالاً یک یا چند فرد دیگر مطابق شناخته می‌شد؛ در هر صورت، چشم‌پوشی از تعداد داده‌های بررسی شده هنگام سنجیدن شواهد یک مغالطه به حساب می‌آید.

## پرونده‌ی سالی کلارک
سالی کلارک یک وکیل بریتانیایی بود که به اشتباه به قتل دو پسرش محکوم شد. فرزند اول او تنها چند هفته پس از تولد در سال ۱۹۹۶ به طور ناگهانی درگذشت. پس از این‌که فرزند دوم او نیز به همین شکل درگذشت،‌ سالی کلارک در سال ۱۹۹۸ به اتهام قتل دو فرزندش محاکمه شد. یک متخصص اطفال در دادگاه سالی کلارک مدرک آماری اشتباه ارائه کرد. او بیان کرد که احتمال این‌که دو فرزند از یک خانواده‌ی متمول دچار سندروم مرگ ناگهانی نوزاد شوند، یک به روی {\displaystyle 73}میلیون است. او این احتمال را از مربع کسر {\displaystyle 1 \over 8500}به دست آورده بود که براورد او از احتمال مرگ یک نوزاد بر اثر این سندروم در شرایط مشابه بود.
جامعه‌ی آماری سلطنتی بعدها با انتشار یک بیانیه‌ی عمومی نگرانی خود را از استفاده‌ی نادرست از آمار در دادگاه‌ها ابراز کرد و استدلال کرد که این ادعا هیچ پایه‌ی آماری نداشته‌است.

## آنالیز ریاضی
گناه‌کار یا بی‌گناه بودن یک فرد را می‌توان به صورت ریاضی به فرم یک دسته‌بندی دوتایی نشان داد. اگر {\displaystyle E}شواهد مشاهده‌شده باشد، و {\displaystyle I}کوتاه شده‌ی «متهم بی‌گناه است» باشد، آن‌گاه احتمالات شرطی زیر را در نظر بگیرید:
- {\displaystyle P(E|I)}احتمال آن است که شواهد مشاهده می‌شود حتی اگر متهم بی‌گناه باشد.
- {\displaystyle P(I|E)} احتمال آن است که با وجود شواهد، متهم بی‌گناه باشد.

طبق شواهد قانونی، {\displaystyle P(E|I)}کوچک است. دادستان به اشتباه برداشت می‌کند که {\displaystyle P(I|E)} نیز نسبتاً کوچک است. در واقع، {\displaystyle P(I|E)}و {\displaystyle P(E|I)} تا حدی متفاوت هستند. طبق قضیه‌ی بیز:
{\displaystyle P(I|E)=P(E|I).{\frac {P(I)}{P(E)}}}
که در آن:
- {\displaystyle P(I)}برابر است با احتمال بی‌گناهی مستقل از نتیجه‌ی آزمایش (یا بقیه‌ی شواهد)
- {\displaystyle P(E)}برابر است با احتمال این‌که شواهد مشاهده شوند. (مستقل از بی‌گناهی)

{\displaystyle P(E)=P(E|I).P(I)+P(E|\sim I).(1-P(I))}
- {\displaystyle P(E|\sim I)} احتمال آن است که شواهد، مظنون گناه‌کار را شناسایی کند. این احتمال تقریباً نزدیک به ۱۰۰ درصد است؛ که اندکی استنتاج بی‌گناهی را در یک آزمایش به اشتباه منفی افزایش می‌دهد. این نامساوی به طور خلاصه به صورت شانس نشان داده می‌شود:

{\displaystyle Odds(I|E)\geq Odds(I).P(E|I)}
دادستان مدعی شانس ناچیز بی‌گناهی ، با داشتن شواهد، است؛ یعنی {\displaystyle Odds(I|E)\rightarrow P(I|E)}، یا این‌که:
{\displaystyle P(I|E)\approx P(E|I).Odds(I)}
یکی در نظر گرفتن {\displaystyle P(E|I)}و {\displaystyle P(I|E)} توسط دادستان، در جایی که {\displaystyle Odds(I)\gg 1}باعث یک خطای فنی می‌شود. این خطا می‌تواند بی‌ضرر باشد اگر {\displaystyle P(I|E)} همچنان ناچیز باشد؛ ولی در غیر این صورت، می‌تواند گمراه‌کننده باشد.

## تجسم بصری
شکل ۱ یک جمعیت مورد توجه از {\displaystyle 100}مرد ۵۰ ساله را نشان می‌دهد که همگی دارای کلسترول و فشار خون یکسان هستند. برای {\displaystyle 9}درصد از این افراد(که با خانه‌ی راه‌راه نشان داده‌ شده‌اند) در ده سال آینده خطر ابتلا به سکته‌ی قلبی وجود دارد. یک چهارم از این افراد مصرف‌کننده‌ی سیگار هستند(که با {\displaystyle 25} خانه‌ی خاکستری نشان داده شده‌اند). حدوداً {\displaystyle 16\%}افراد سیگاری زمینه‌ی ابتلا به سکته‌ی قلبی در ده سال آینده را دارند. یعنی {\displaystyle 4 \over 25}افراد مصرف‌کننده‌ی سیگار به سکته‌ی قلبی دچار می‌شوند( خانه‌های خاکستری و راه‌راه).

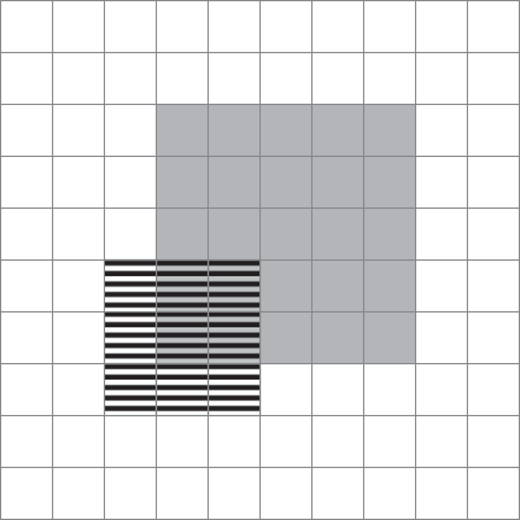
شکل ۱ - یک جمعیت نشان داده شده با خانه، خانه‌ی راه‌راه، خانه‌ی خاکستری و خانه‌ی راه‌راه و خاکستری

تعداد افراد مصرف‌کننده‌ی سیگار که به سکته دچار می‌شوند مشخصاً با تعداد افرادی که به سکته‌ی قلبی دچار می‌شوند و مصرف‌کننده‌ی سیگار هستند برابر است. ولی آیا درصد افراد مصرف‌کننده‌ی سیگاری که به سکته‌ی قلبی مبتلا می‌شوند با درصد افراد مشکوک به ابتلا به سکته‌ی قلبی که سیگار می‌کشند برابر است؟ با توجه به شکل ۱، جواب به طور واضح منفی است. احتمال این‌که شما یک مصرف کننده‌ی سیگار باشید با داشتن این‌که شما مشکوک به ابتلا به سکته‌ی قلبی هستید، یا به عبارت دیگر {\displaystyle P(Smoker|MI)}، با {\displaystyle P(MI|Smoker)}یکی نیست. در این مثال:
{\displaystyle P(MI|Smoker)={4 \over 25}=0.16} و {\displaystyle P(Smoker|MI)={4 \over 9}=0.44}
این دو عدد با هم یکی نیستند و فرض کردن این‌که این دو احتمال در واقع یکی هستند،‌ همان مغالطه‌ی دادستان است. به صورت بصری، کسری از خانه‌های خاکستری که راه‌راه هستند، با کسری از خانه‌های راه‌راه که خاکستری هستند یکی نیست.